# Asa Butterfield
Asa Bopp Farr Butterfield (n. 1 aprilie 1997, Greater London, Anglia, Regatul Unit) este un actor englez. El și-a început cariera de actor la vârsta de 9 ani în filmul de televiziune După Thomas (2006) și comedia Fiul lui Rambow (2007). El a devenit cunoscut pentru rolul personajului principal Bruno în Băiatul în pijama vărgată (2008), pentru care a primit nominalizări la British Independent Film Award și din partea London Film Critics Circle Award pentru „cel mai bun tânăr actor britanic” la vârsta de 11 ani. El a jucat, de asemenea în Merlin rolul băiatului druid, Mordred (2008-2009) și Nanny McPhee: Marea înfruntare (2010) și la vârsta de 16 ani cu rolul de Andrew Ender Wiggin, Ender's Game (film)
În 2011 l-a jucat pe Hugo Cabret în filmul Hugo (2011) regizat de  Martin Scorsese.

## Filmography

### Film
| † | Filme care nu au fost încă lansate |

| An   | Titlu                                       | Rol                   | Note                                 |
| ---- | ------------------------------------------- | --------------------- | ------------------------------------ |
| 2007 | Son of Rambow                               | Brethren Boy          |                                      |
| 2008 | The Boy in the Striped Pyjamas              | Bruno                 |                                      |
| 2010 | Nanny McPhee and the Big Bang               | Norman Green          |                                      |
| 2010 | The Wolfman                                 | Younger Ben Talbot    |                                      |
| 2011 | Hugo                                        | Hugo Cabret           |                                      |
| 2013 | Ender's Game                                | Ender Wiggin          |                                      |
| 2014 | X+Y                                         | Nathan Ellis          | Also known as A Brilliant Young Mind |
| 2015 | Ten Thousand Saints                         | Jude Keffy-Horn       |                                      |
| 2016 | Miss Peregrine's Home for Peculiar Children | Jacob "Jake" Portman  |                                      |
| 2017 | The House of Tomorrow                       | Sebastian Prendergast |                                      |
| 2017 | Journey's End                               | Jimmy Raleigh         |                                      |
| 2017 | The Space Between Us                        | Gardner Elliot        |                                      |
| 2018 | Then Came You                               | Calvin Lewis          |                                      |
| 2018 | Time Freak                                  | Stillman              |                                      |
| 2018 | Slaughterhouse Rulez                        | Willoughby Blake      |                                      |
| 2019 | Greed                                       | Finn McCreadie        |                                      |
| 2022 | Choose or Die                               | Isaac                 | [ 4 ] [ 5 ]                          |
| 2022 | Flux Gourmet                                | Billy Rubin           | [ 6 ]                                |
| 2022 | Your Christmas or Mine?                     | James                 |                                      |
| 2023 | All Fun and Games                           | Marcus Fletcher       |                                      |
| 2023 | Your Christmas or Mine 2                    | James                 |                                      |
| 2025 | Rogue Trooper †                             |                       | Post-producție                       |

### Televiziune
Format:Pending series key
| An        | Titlu                 | Rol                            | Note                 |
| --------- | --------------------- | ------------------------------ | -------------------- |
| 2006      | After Thomas          | Andrew                         | Film TV              |
| 2008      | Ashes to Ashes        | Donny                          | 1 episod (sezonul 1) |
| 2008–2009 | Merlin                | Mordred                        | 3 episoade           |
| 2017      | Thunderbirds Are Go   | Space Controller Conrad (voce) | 1 episod             |
| 2019–2023 | Sex Education         | Otis Milburn                   | Main role            |
| 2020      | 50 States of Fright   | Brandon Boyd                   | 3 episoade           |
| TBA       | Format:Pending series | Adam                           | Filmări              |

### Jocuri video
| An   | Titlu    | Rol    | Note   |
| ---- | -------- | ------ | ------ |
| 2024 | Hades II | Icarus | [ 10 ] |

## Legături externe
- Asa Butterfield la Internet Movie Database
- Asa Butterfield pe Twitter
- Asa Butterfield pe Facebook